# 坊城俊政
坊城 俊政（ぼうじょう としただ）は、幕末の公家、明治期の官僚・華族。

## 経歴
山城国京都で坊城俊明の六男として生まれ、父の弟坊城俊克の養子となる。天保8年3月28日（1837年5月2日）に元服し昇殿を許される。安政4年5月15日（1857年6月6日）侍従となる。以後、右少弁、蔵人、御祈奉行、左少弁、賀茂下上社奉行、氏院別当、兼右衛門権佐、右中弁などを歴任。
慶応3年12月9日（1868年1月3日）王政復古を迎え、慶応4年3月29日（1868年4月21日）参議、右大弁、参与に就任。以後、弁官事、兼内弁事、給禄取調御用掛、大弁、制度分局御用、大嘗会御用掛、式部長などを務め、明治4年8月10日（1871年9月24日）式部頭に就任。以後、宮中の祭祀、典礼を司った。

## 系譜
- 父：坊城俊明(1782-1860)
- 母：家女房
- 養父：坊城俊克
- 妻：婉御（やさこ） - 小出英発の娘
- 養嗣子：坊城俊章（貴族院伯爵議員、坊城俊克長男）[3]
- 男子
  - 坊城俊延（男爵）[3]
  - 芝山祐豊（子爵、芝山家12代当主）[3]
  - 波多野捨麿 - 弟・波多野広善（波多野本証養子。和田本覚寺住職）の養子[5]
- 女子
  - 録子（しずこ） - 小出英尚妻、離縁後芳村正秉妻）[3]
  - 次女：直 - 中御門経明室
  - 美津 - 木越安綱妻、慶応元年10月24日（1865年12月11日） - 明治26(1893)年12月27日[3][6]
  - 式子 - 松平頼纉室
  - 梓子 - 長谷信篤正室
  - 六女：伊万子 - 本田親済妻[3]
- 妹・益子 ‐ 信光寺（四日市市）住職・高木閑斉の妻。孫（養子の子）に資生堂役員の高木契圓、日本画家の高木長葉（量）